# Turniej Nordycki 2006
Turniej Nordycki 2006 to 10. edycja Turnieju Nordyckiego (Skandynawskiego) w historii skoków narciarskich. W tym sezonie odbyły się cztery konkursy. Zwycięzcą całego cyklu został po raz pierwszy w swojej karierze Thomas Morgenstern. Zawody turnieju zostały rozegrane w Lahti, Kuopio, Lillehammer i Oslo.

## Zwycięzcy konkursów
| Lp | Data          | Miejsce     | 1. miejsce         | 2. miejsce          | 3. miejsce      |
| -- | ------------- | ----------- | ------------------ | ------------------- | --------------- |
| 1. | 5 marca 2006  | Lahti       | Janne Happonen     | Jakub Janda         | Michael Uhrmann |
| 2. | 7 marca 2006  | Kuopio      | Andreas Küttel     | Thomas Morgenstern  | Adam Małysz     |
| 3. | 10 marca 2006 | Lillehammer | Thomas Morgenstern | Bjørn Einar Romøren | Andreas Kofler  |
| 4. | 12 marca 2006 | Oslo        | Adam Małysz        | Thomas Morgenstern  | Andreas Kofler  |

## Klasyfikacja końcowa 2006
Zwycięzcą klasyfikacji generalnej został Thomas Morgenstern.
| Miejsce | Zawodnik            | Punkty |
| ------- | ------------------- | ------ |
| 1.      | Thomas Morgenstern  | 1094,4 |
| 2.      | Andreas Küttel      | 1079,9 |
| 3.      | Janne Happonen      | 1074,9 |
| 4.      | Andreas Kofler      | 1068,8 |
| 5.      | Adam Małysz         | 1068,7 |
| 6.      | Jakub Janda         | 1067,5 |
| 7.      | Bjørn Einar Romøren | 1059,2 |
| 8.      | Andreas Widhölzl    | 1056,9 |
| 9.      | Martin Koch         | 1044,5 |
| 10.     | Michael Uhrmann     | 1042,2 |